# R gutural

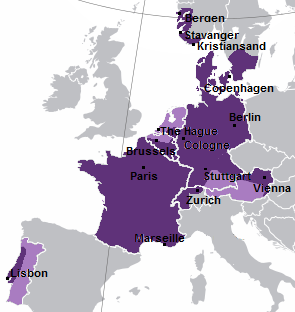
Uso de la r gutural en Europa Occidental. Cuanto más fuerte es el tono de púrpura, mayor es la presencia de este sonido.

En lingüística, la  R gutural (a veces llamada R francesa) es la pronunciación de una consonante rótica como consonante gutural.  Habitualmente, estas consonantes son uvulares, pero también pueden ser velares, faríngeas o glotales róticas.  Los hablantes de varios idiomas consideran que la alveolar y la gutural /r/ son dos pronunciaciones del mismo fonema, a pesar de las diferencias articulatorias (alofonía).
La rótica gutural es la forma habitual de la consonante rótica en la mayor parte de Francia, Bélgica, Alemania, Dinamarca, buena parte de Portugal (no tanto en el interior) y en el sur de Noruega y Suecia. La pronunciación de la rótica gutural es también frecuente en los Países Bajos. En Brasil, la pronunciación uvular de influencia portuguesa y francesa se encuentra principalmente en la costa sur, incluso en Florianópolis, Curitiba y Río de Janeiro; en cuanto sonidos velares, faríngeos o glotales (equivalentes a ⟨j⟩ o ⟨x⟩ de la lengua española) se usan en otros dialectos, aunque las cuatro 'róticas' se encuentran por todo el país (el arcaico alveolar se halla apenas como influencia muy rara de comunidades inmigrantes o áreas fronterizas con otros países sudamericanos).[cita requerida]
También se puede encontrar esta consonante en otras partes del mundo, pero en la mayoría de ellas tiene poca o ninguna relación de intercambio con la alveolar /r/, más común o con la inusual retrofleja /ɻ/.[cita requerida]

## Lenguas romances

### Francés
El idioma francés es posiblemente el ejemplo más conocido de lengua con rótica gutural, hasta el punto de que esta pronunciación supone un estereotipo bien conocido.  Aunque existe una amplia gama de pronunciaciones —la vibrante uvular [ʀ], las fricativas uvulares [χ] y [ʁ] (la última también como aproximante), la vibrante múltiple alveolar [r], la vibrante alveolar simple [ɾ],  todas ellas se reconocen como el fonema /r/—, la mayoría se consideran dialectales. Por ejemplo, el sonido [ʀ] era típico del acento obrero parisino, mientras que el sonido [r] se encuentra a veces en el sur de Francia, y también, aunque cada vez menos, en Norteamérica.[cita requerida].
Hoy en día /r/ se suele pronunciar como sonora [ʁ] o sorda [χ] en el norte de Francia. [ʁ] es también la pronunciación más común en los medios de comunicación franceses. En gran parte del sur de Francia, esta R gutural ha reemplazado a la vibrante alveolar tradicional [r] que ahora solo se oye a los hablantes de mayor edad.
No se sabe a ciencia cierta cuándo entró la rótica gutural en el idioma francés, aunque se cree que era habitual a mediados o finales del siglo XVIII. En la obra El burgués gentilhombre, escrita por Molière en el siglo XVII, un profesor describe el sonido de la /r/ como uvular vibrante.

### Portugués
Las versiones estándar del portugués contienen dos fonemas róticos, que contrastan solamente entre vocales. En portugués antiguo (y también hoy en día, en: todo Portugal, Mozambique, Angola y la zona rural del Estado brasileño de Río Grande del Sur) eran la vibrante alveolar simple /ɾ/ (al final de sílaba) y la vibrante alveolar múltiple /r/ (al comienzo de sílaba). Sin embargo, durante el siglo XIX, las clases altas de la región de Lisboa (Portugal) comenzaron a utilizar, al comienzo de palabras, el sonido fricativo uvular sonoro [ʁ],[cita requerida] que a finales del siglo XX había reemplazado al vibrante alveolar en la mayor parte de las zonas urbanas del país. En las regiones puebleras y rurales, el vibrante es aún dominante, pero la mayor parte de la población vive en la actualidad en las ciudades o cerca de ellas.  También se oye a veces la vibrante uvular [ʀ].
En África, todavía es dominante la vibración alveolar clásica, debido al desarrollo separado del portugués europeo.[cita requerida]
En todo Brasil (excepto en las áreas rurales de Río Grande del Sur), la doble r, la r después de consonantes y la r al comienzo de palabra suenan como una gutural que se ha convertido pocas veces en una fricativa velar sorda [x], fricativa uvular sorda [χ] o fricativa glotal sorda [h], que tienden a ser vocalizados como sus equivalentes sonoros en los estados costeros al sur de Bahía (excepto en el estado de São Paulo), mientras que [r] sigue siendo frecuente en los tres estados meridionales y entre los hablantes de mayor edad de la ciudad de São Paulo, aunque jamás antes de otra consonante. La mayoría de los dialectos del portugués de Brasil —como aquellos de Río de Janeiro, Belo Horizonte, Brasilia y las regiones norteñas— utiliza en la actualidad la "r" gutural en lugar de la vibrante alveolar simple al final de sílaba. El dialecto rural caipira del estado de São Paulo y áreas cercanas utilizan la aproximante alveolar [ɹ] en la misma posición, por influencia de los indígenas que tenían dificultades con el fonema europeo e inmigrantes estadounidenses posteriores.
A veces, las róticas de final de palabra pueden ser mudas, principalmente en infinitivos de verbos (en especial en Brasil y partes de África).

### Español
En la mayor parte de los territorios en los que se habla español, las pronunciaciones guturales o uvulares de /r/ se estima como un defecto del habla. Los logopedas consideran esta dislalia como un problema llamado rotacismo. En general, la vibración simple [ɾ], escrita r (como en pero), no sufre pronunciación defectuosa, pero la vibración (como en perro o reto) es uno de los últimos sonidos que aprenden los niños y la uvularización es probable en el caso de individuos que no alcanzan la articulación alveolar. Dicho esto, las variantes uvular o trasera de /r/ ([ʀ], [x] o [χ]) están extendidas en el español rural puertorriqueño y en la variedad de Ponce, mientras que se estigmatizan con dureza en la variante de la capital. En menor medida, se encuentran variantes velares de /r/ en zonas rurales de Cuba como Yateras (provincia de Guantánamo) y la República Dominicana (El Cibao, regiones rurales orientales del país)

### Italiano
Al igual que en español, el italiano estándar considera la /r/ gutural o uvular un error o defecto. Sin embargo, algunas zonas del norte de Italia con fuerte influencia gala o germánica la tienen como forma principal del fonema /r/.

## Lenguas germánicas occidentales
Muchas variedades del bajo fráncico y el bajo sajón adoptaron la uvular rótica, mientras que en alto alemán se mantenía la vibrante alveolar (IPA [r]), muchas variantes del alemán central adoptaron también la uvular rótica.  El desarrollo de la uvular rótica en estas regiones no se comprende completamente, pero una teoría usual es que las tres lenguas acoptaron la uvular rótica por la influencia francesa, aunque tampoco se entiende por qué existe en francés moderno (véase más arriba).
Las lenguas frisias suelen retener una rótica alveolar.[cita requerida]

### Neerlandés y afrikáans
En neerlandés moderno, existen varios sonidos róticos diferentes. En Bélgica, el más normal es el vibrante alveolar, pero también se da el uvular rótico, sobre todo en la provincia de Limburgo, alrededor de Gante y en Bruselas. En los Países Bajos, la rótica uvular es dominante en las provincias meridionales de Brabante Septentrional y Limburgo. En el resto del país, la situación es más complicada. La uvular rótica es común, aunque no dominante, en la aglomeración occidental Randstad —que incluye ciudades como Róterdam, La Haya y Utrecht (sin embargo, el dialecto de Ámsterdam usa la alveolar rótica)—. La uvular rótica también se utiliza en algunas ciudades importantes fuera de la zona Randstad, como Zwolle, Almelo y Leeuwarden. Aparte de estas zonas, lo habitual es la vibrante alveolar.
Por su parte, el afrikáans de Sudáfrica también utiliza la vibrante alveolar como su rótica, excepto en algunas zonas rurales alrededor de Ciudad del Cabo, donde se usa la uvular (llamada brei).

### Alemán estándar
La mayoría de las variedades del alemán estándar se hablan con la rótica uvular, aunque la primera pronunciación estandarizada en el diccionario de Theodor Siebs prescribía la pronunciación alveolar. La pronunciación alveolar se usa en algunas variedades estándar del alemán del sureste y noroeste de Alemania, Austria y, especialmente, en Suiza. En muchas variedades, tanto con rótica uvular como alveolar, la rótica se vocaliza a menudo a final de sílaba. Las variedades no estándar emplean la vibración alveolar más a menudo.

### Inglés
Los hablantes de los dialectos ingleses tradicionales de Northumbria y el Condado de Durham pronunciaban una r uvular conocida como Northumbrian burr. Sin embargo esto ya no ocurre con los hablantes contemporáneos, que pronuncian la /r/ como aproximante alveolar, [ɹʷ], al igual que en otras variedades que se hablan en el mundo anglosajón.

## Lenguas eslavas
En las lenguas eslavas predomina la vibración alveolar, mientras que la rótica uvular se suele considerar una pronunciación defectuosa. La excepción la suponen las lenguas de la minoría sorbia en Sajonia, Alemania oriental, que típicamente se habla con la vibración uvular rótica debido a la influencia del alemán. La rótica uvular también puede observarse en una pequeña minoría de Silesia y otras regiones de Polonia de influencia alemana y también en Eslovenia, pero en general es bastante rara incluso en estas regiones. También puede percibirse como marca judaizante, en especial en ruso, lengua a la que los judíos de Europa oriental portaron la rótica uvular de su yidis nativo.

## Lenguas semitas

### Hebreo
En hebreo, la pronunciación clásica asociada a la consonante ר rêš era vibrante alveolar simple, y se consideraba gramaticalmente como un fonema ingeminable del idioma.  En la mayoría de los dialectos del hebreo hablados por la diáspora judía, siguió siendo así o bien una vibrante. Sin embargo, en algunos dialectos askenazis conservados por los judíos del norte de Europa el sonido era rótico uvular, bien vibrante o fricativo. La razón era que muchos de los dialectos del yidis, aunque no todos, se pronunciaban así y pasaron al hebreo litúrgico la misma pronunciación. Algunos judíos iraquíes también pronuncian rêš como gutural,, un reflejo del su dialecto hablando árabe.

### Árabe
Aunque la mayoría de los dialectos del árabe retienen la pronunciación clásica de ر rāʼ como vibrante alveolar ([r]), algunos dialectos utilizan la vibrante uvular ([ʀ]). Son los siguientes:
- El dialecto de Mosul en Irak
- Los dialectos judío y cristiano de Bagdad
- El dialecto judío de Argel
- El dialecto de Fez en Marruecos

Aunque la rótica gutural es rara en árabe, los sonidos uvulares son comunes en este idioma. La fricativa uvular [ʁ] es la pronunciación estándar de la letra ghain (junto con [ɣ]).